# Cumbaya
Cumbaya is een geslacht van vlinders van de familie venstervlekjes (Thyrididae).

## Soorten
- C. obstinata Whalley, 1971
- C. unigena Whalley, 1971